# 아카라
아카라(요루바어: àkàrà)는 서아프리카의 튀김 요리이다. 동부를 갈아 만든 반죽을 기름에 튀겨 만드는 요루바 요리로, 서아프리카계 주민이 많은 카리브, 브라질 등에서도 즐겨 먹는다.

## 이름
나이지리아 등 서아프리카에서는 아카라(요루바어: àkàrà)나 꼬사이(하우사어: ƙosai)로 불린다. 가나에서는 코세(영어: koose)로도 부른다. 브라질에서는 아카라제(포르투갈어: acarajé)라 불린다.

## 만들기
서아프리카에서는 물에 불려 뒀다가 껍질을 벗긴 동부를 고추와 양파, 조미료 등과 함께 곱게 간 다음, 묽은 듯한 반죽을 거품기 등으로 휘저어 공기를 넣는다. 작은 크기로 떠 식용유에 튀겨 낸다. 잘 튀겨진 아카라는 아게게빵 등 식빵에 끼워 샌드위치로 먹는 경우가 많다.
브라질에서는 동부에 물을 적게 넣어 갈아 더 걸쭉한 반죽을 만든다. 양파를 동부와 함께 갈기도 하고, 다져 넣기도 한다. 휘저어 공기를 넣은 다음, 큰 크기로 떠 덴데기름(붉은 팜유)에 튀긴다. 잘 튀겨진 아카라제는 끝을 좀 남기고 반으로 갈라, 사이에 바타파, 카루루, 볶은 건새우 등을 넣어 먹는다. 비나그레치 등을 넣기도 한다.

## 사진

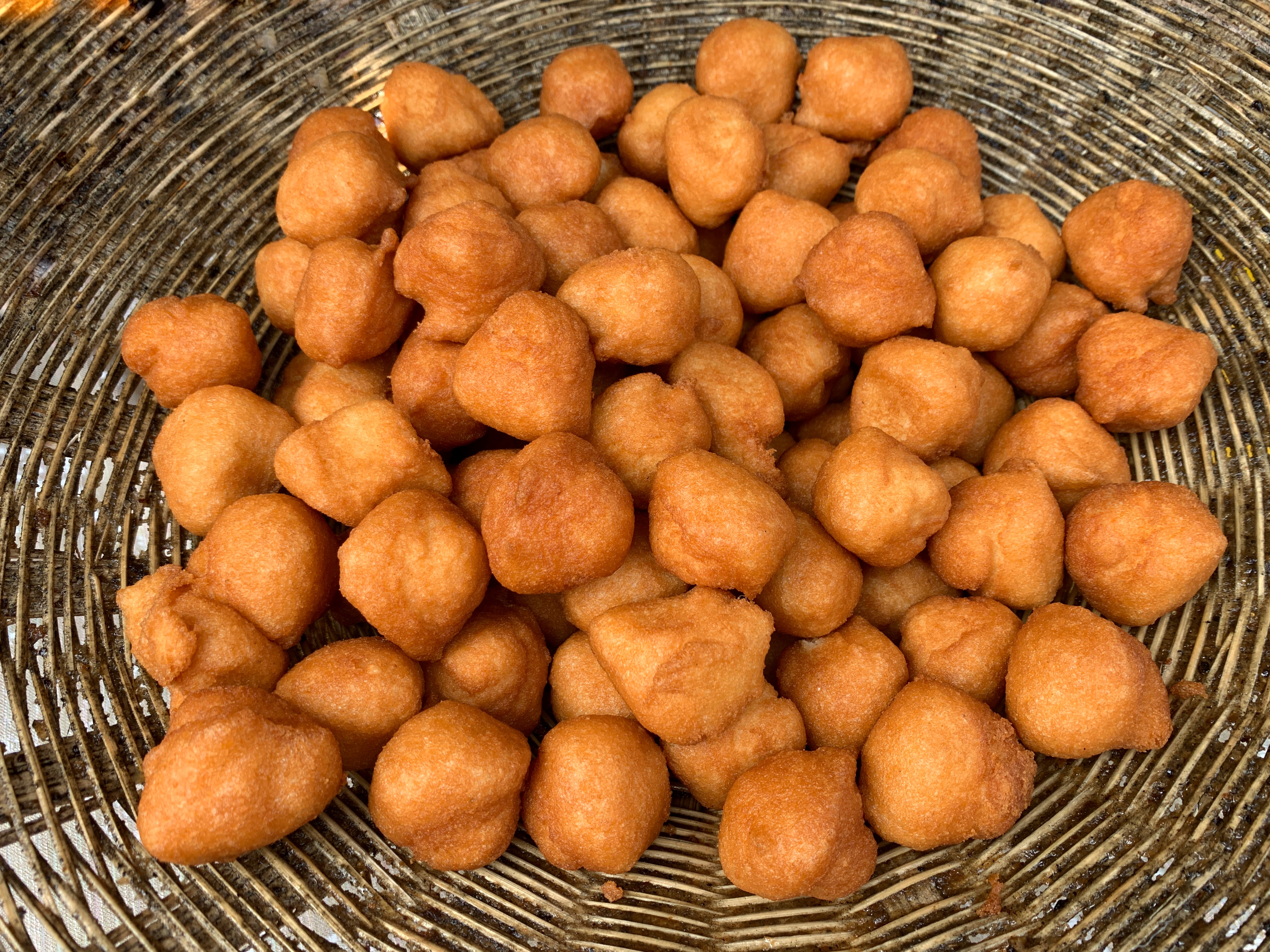
나이지리아의 아카라
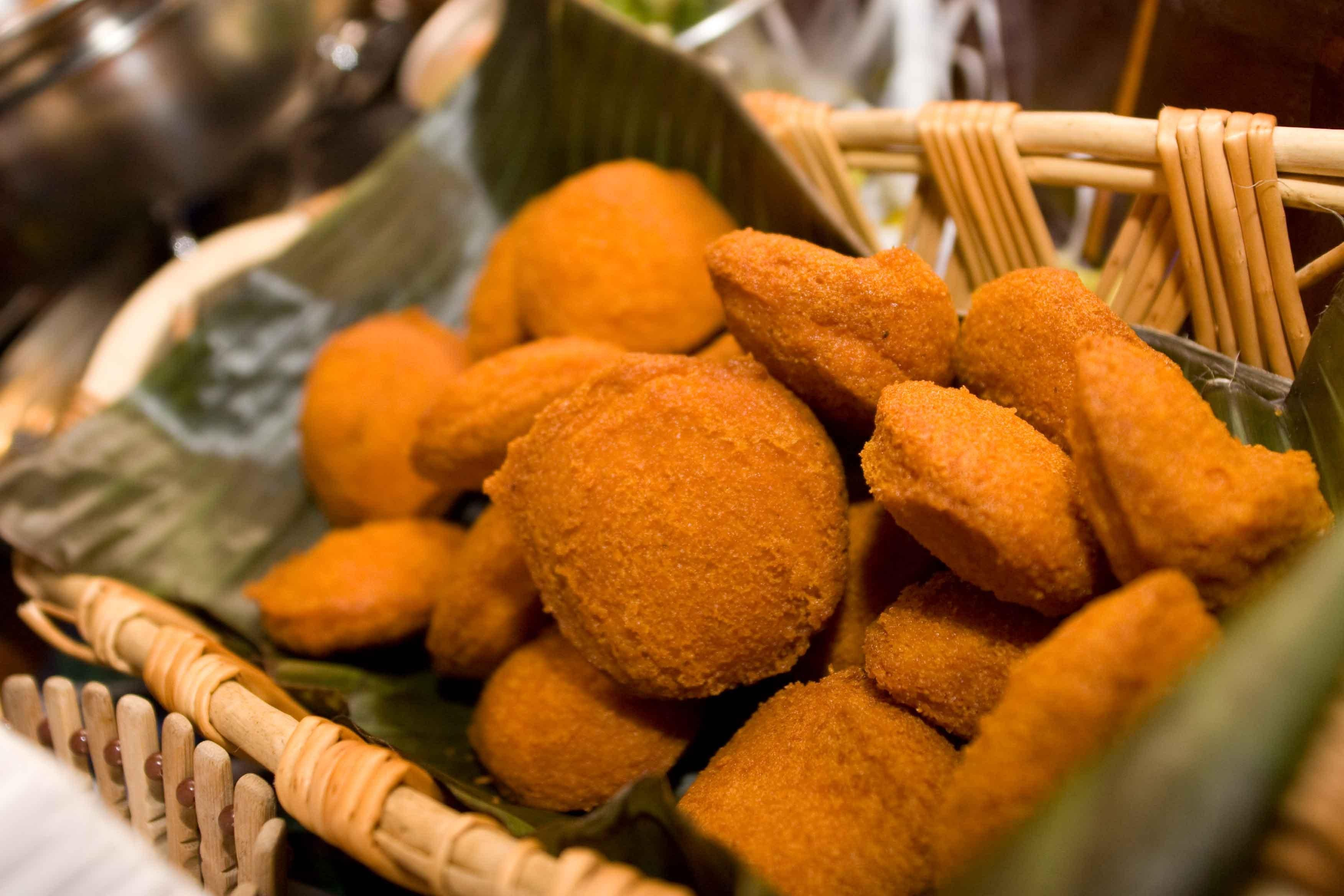
브라질의 아카라제
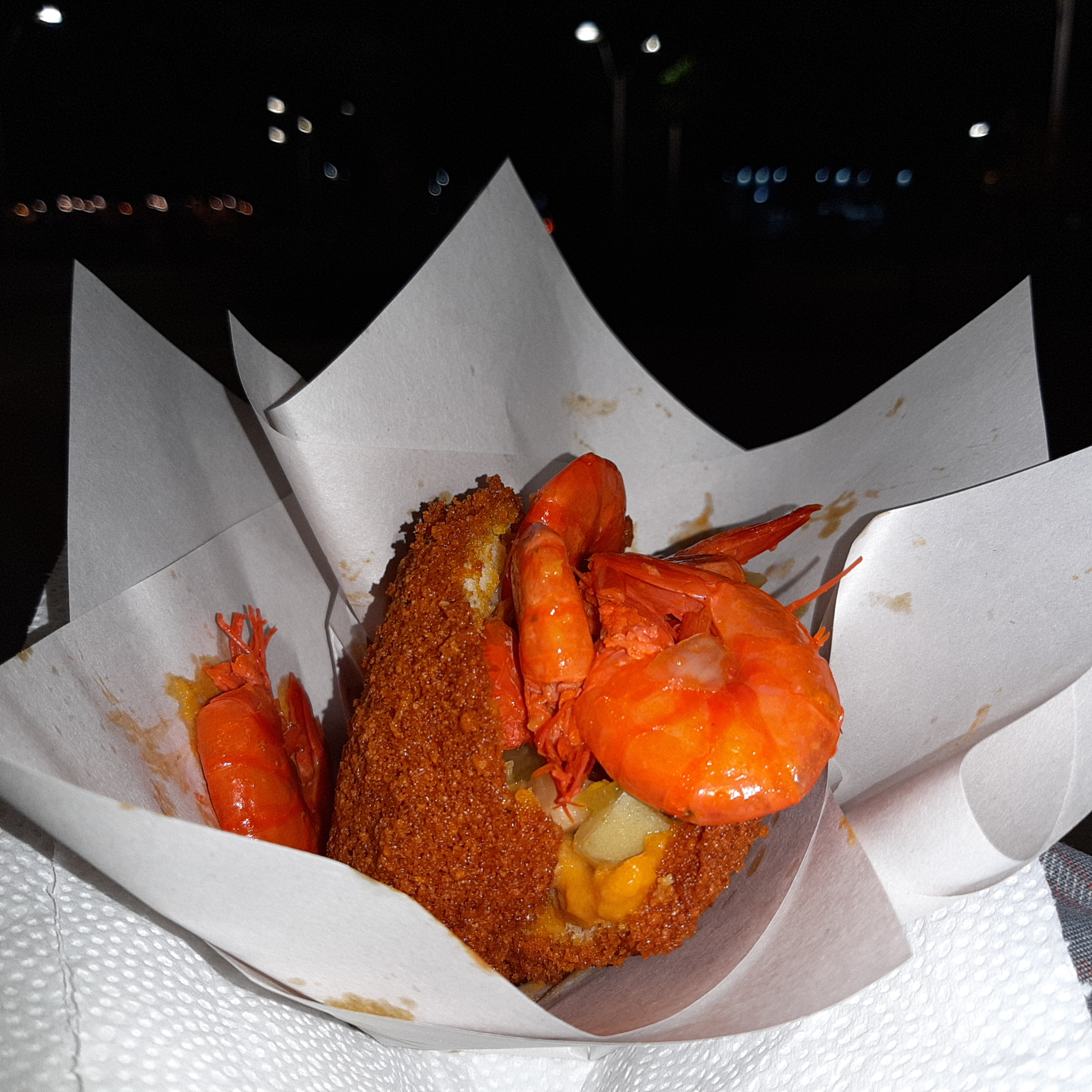
반 갈라 소를 넣은 아카라제

## 같이 보기
- 모인모인
- 바라
- 팔라펠